# 似披绒蛛属
似披绒蛛属（学名：Lasiodorides）为捕鸟蛛科的一个属。

## 下属物种
本属包括以下物种：
- Lasiodorides polycuspulatus Schmidt & Bischoff, 1997
- Lasiodorides striatus (Schmidt & Antonelli, 1996)